# Air-sol moyenne portée
Pour les articles homonymes, voir ASMP.
 (mai 2015).
L’air-sol moyenne portée (ASMP) fait partie, avec l’Apache, le SCALP-EG et le MdCN, des missiles de croisière utilisés par l’Armée française. Il emporte une arme nucléaire. Son successeur le missile Air-sol moyenne portée amélioré (ASMPA) est entré en service opérationnel en 2010.

## Historique de la conception

### Origines
Au début des années 1970, les progrès de la défense sol-air obligent l'Armée de l'air et la Marine nationale à améliorer leurs armements stratégiques et pré-stratégiques, respectivement constitués des binômes suivants pour l'A.A :
- Mirage  IV/AN-22.
- Mirage III E puis Jaguar.
- Dassault Étendard IV puis Super Étendard pour la Marine.

Il est donc décidé de remplacer les bombes par des missiles, ce qui permet à l'avion de tirer avec une distance de sécurité.

### L'Avion de combat futur
L'État-major de l'Armée de l'air (EMAA) définit le 1er juin 1972 un projet de fiche-programme pour un avion de combat biréacteur, chargé des missions de défense aérienne, de couverture, d'attaque et de reconnaissance, l'Avion de combat futur (ACF). Deux versions sont ensuite définies, un avion monoplace de défense aérienne et un biplace de pénétration/frappe nucléaire.
La campagne d'essais nucléaires en 1973 au Centre d'expérimentations du Pacifique (CEP) montre la possibilité de réaliser une tête nucléaire  miniaturisée et un missile dédié.
Ces décisions sont confirmées le 28 mars 1974 par le ministère de la Défense, après le lancement du développement du missile air-sol à tête nucléaire en février 1974. La version « Pénétration et Attaque à basse altitude » sera opérationnelle avant le 1er janvier 1980 et le missile en 1981.
L'arrêt du programme ACF est décidé le 18 décembre 1975 par le Conseil de défense, à la suite des difficultés économiques françaises, l'avion de combat futur étant perçu comme trop ambitieux, trop grand et trop cher pour les prévisions budgétaires.
Le programme de missile est suspendu mais les développements techniques sont toutefois conservés.

### Poursuite du programme
En 1977, l'Aérospatiale, répondant à un appel d'offres de la Direction technique des engins propose un missile doté d'un statoréacteur à accélérateur intégré. En 1978, l'Aérospatiale est choisie pour développer l'ASMP en vue d'une utilisation sur Mirage 2000. L'année suivante la décision est prise de l'adapter en priorité sur le Mirage IV en vue d'une utilisation stratégique. Et en 1980, il est décidé de doter la Marine nationale d'une capacité pré-stratégique en adaptant l'ASMP sur le Super Étendard. La mise en production de série intervient à la fin de l'année 1983. La mise en service du premier escadron sur Mirage IV intervient le  1er mai 1986, celui sur Mirage 2000 le 1er juillet 1988 et enfin la mise en service sur Super Étendard, le 1er juin 1989.

## Description du missile
La grande capacité de pénétration de l'ASMP résulte :
- de sa vitesse supérieure à deux fois la vitesse du son ;
- de sa grande manœuvrabilité ;
- de sa furtivité ;
- de son insensibilité aux effets des explosions nucléaires, appelée durcissement ;
- de la variété des trajectoires possibles.

## Fonctionnement
1. Phase 1 : à 0 seconde,
  - à une vitesse de l'avion lanceur supérieure à 500 nœuds, éjection du missile vers le bas à 5 m/s pour mettre le missile à une distance de sécurité ;
  - mise à feu du bloc poudre après 1,2 seconde avec mise en pression du réservoir de kérosène ;
  - accélération jusqu'à Mach 2.
2. Phase 2 : à 1,6 seconde, 
  - le réservoir de kérosène est préparé pour son allumage.
3. Phase 3 : à 5,9 secondes,
  - largage de la tuyère d'accélération ;
  - ouverture des entrées d'air du statoréacteur ;
  - éjection des obturateurs de la chambre de combustion ;
  - injection du kérosène ;
  - allumage du statoréacteur.
4. Phase 4 : à 6 secondes,
  - vol de croisière avec trois types de trajectoire possibles :
    - trajectoire à basse altitude, en épousant la forme du relief,
    - trajectoire à haute altitude puis descente à forte pente sur l'objectif, autorisant une plus grande portée,
    - trajectoire marine à très basse altitude (quelques dizaines de mètres)[3].

## Fabrication et déploiement
L'ASMP est un missile nucléaire tactique de « dernier avertissement » avant les frappes par sous-marins ; 90 missiles ASMP et 60 ogives nucléaires TN 81 sont construits pour être portés par les 60 Mirage 2000 NK2 de l'Armée de l'air et les Super Étendard de la Marine, embarqués sur porte-avions.
L'ASMP est retiré progressivement du service entre 2010 et 2012 au profit de son successeur, le missile air-sol moyenne portée amélioré (ASMPA)

## Versions envisagées
Des versions avec une charge conventionnelle sont envisagées mais ne seront pas produites :
- ASMP-M : missile antinavire, bénéficie des études pour le programme Aérospatiale/MBB de missile antinavire supersonique (ANS) abandonné en 1992, devait avoir une ogive de 200 kg et une portée de 100 à 200 km ;
- ASMP-R : missile air-air, destiné à être engagé contre de gros appareils de soutien (Système de détection et de commandement aéroporté, avion de mesures de soutien électronique ou de guerre électronique, devait avoir une charge de 150 kg et une portée proche de 450 km.